# Saint-Hilaire-le-Château
Saint-Hilaire-le-Château este o comună în departamentul Creuse din centrul Franței. În 2009 avea o populație de 265 de locuitori.

## Evoluția populației
| An        | 1975 | 1982 | 1990 | 1999 | 2006 | 2009 |
| --------- | ---- | ---- | ---- | ---- | ---- | ---- |
| Populație | 356  | 352  | 296  | 276  | 273  | 265  |